# 黒住祐子
黒住 祐子（くろずみ ゆうこ、1973年11月5日 - ）は、東京都出身のリポーター、タレント。身長160cm、血液型A型。セント・フォース所属。

## 概要
1993年9月、TBSラジオ主催の第1回シンデレラドリームオーディションに合格。10月からスタートした同局の深夜番組『シンデレラドリーム ミッドナイト☆パーティー』（以下ミッドナイト☆パーティーと略す）でデビューした。その前にも奥山佳恵のデビュー作である映画『十五少女漂流記』のオーデションなどにも受け不合格となったが、それがきっかけで女優になることを決心したらしい。『ミッドナイト☆パーティー』ではメインパーソナリティーを務めたほか、1994年には同じ仲間の四元都華咲や蛭田有希子とユニットマヒマヒを結成してCDデビューを果たした。
最近ではテレビの情報番組のリポーターが中心で、現在はフジテレビ系の『FNNスーパーニュース』のリポーター（主にグルメ系特集）として月に数回程度出演している。またセント・フォース所属であることから肩書きがフリーアナウンサーとなっているが、厳密に言えばタレントかリポーターというのが正しいといえる。
2002年8月に東京都と神奈川県との都県境の多摩川で発見されたアゴヒゲアザラシをマスコミとしてはフジテレビが第一報を報じ、その時のリポーターだった（以後産休に入る2003年秋までの1年余、担当リポーターとなる）。その後“タマちゃん”と名付け、その年の新語・流行語大賞となり、名付け親として受賞された。2004年に第一子を出産。その後第二子を出産し、現在二児の母である。出産後は一時出演しない時期もあったが、概ね月1回以上は出演している。

## 略歴

### M☆Pシンデレラ
（1993年9月〜1996年4月）
1993年
- 9月 TBSラジオ主催「第1回シンデレラドリームオーディション」合格
- 10月 TBSラジオ「シンデレラドリーム ミッドナイト☆パーティー」パーソナリティーでデビュー（〜1995年10月）
  - 当時は水曜深夜担当。
- 12月 毎日放送（MBS）・TBS系ドラマ「オレたちのオーレ!」で初のテレビ出演。

1994年
- 1月 ミッドナイト☆パーティー2部制に伴い、深夜1時からの水曜深夜2部担当となる。
- 3月 金曜深夜担当となり、新たに四元都華咲、蛭田有希子、石本祥の3人がパートナーに加わる（石本祥は8月半ばまで）。
- 6月 テレビ東京「銀BURA天国」に出演。TBS系以外の放送局では初出演となる。
- 7月 ミッドナイト☆パーティーで一緒だった四元都華咲と蛭田有希子と3人でマヒマヒを結成し、さいとうみわこ（現さいとういんこ）らのタンゴ・ヨーロッパが1984年にリリースした「桃郷シンデレラ」をカバーしてCDをリリース。歌手デビューを果たす。
- 10月
  - ミッドナイト☆パーティー担当曜日交換で木曜深夜担当に（金曜深夜は石本祥メインの“東京深夜探検隊”）。
  - TBSラジオ「桂三枝のチキチキ王国」にレギュラー出演（〜1996年10月）
- 11月 ミッドナイト☆パーティーのTV版「TV版!ミッドナイト☆パーティー」がTBSでスタートし、ラジオと兼任のメインパーソナリティーとなる（〜1995年9月。なお、ラジオ・テレビ兼営局だったTBSでは唯一のラジオ・テレビ同時放送だった）
- ホリプロに所属（〜1998年9月）

1995年
- 4月
  - TV版!ミッドナイトパーティー専属担当となる。なおラジオのメインは蛭田有希子がつとめることに。
  - フジテレビ系「ノストラの息子」にレギュラー出演
- 10月 TBSラジオ「ウィークエンド・ミッドナイト☆パーティー」のメインパーソナリティーとなる（〜1996年4月）
- 10月28日 日本テレビ系「スーパースペシャル『夜のTOKYO駅伝』」でホリプロ代表で出場。当日は大田区大森ベルポートで番組PRのためイベントに参加後、駅伝に参加。そのまま番組の生放送でTBSへ向かったという。

### ポストM☆P
（1996年4月〜1998年）
1996年
- 4月 TBS系「王様のブランチ」のブランチリポーターとして出演（〜6月）。この頃からTVリポーターが主となる。
- 5月 テレビ朝日系「トゥナイト2」にリポーターとしてレギュラー出演。これで民放テレビキー局はすべて出演したことになる。
- 10月 「桂三枝のチキチキ王国」終了に伴い、ミッドナイト☆パーティーでデビュー以来毎週出演していたTBSラジオからレギュラー番組がなくなることに。
- 11月 TBS系「Toki-kin急行 好きだよ!好きやねん」に出演（〜1997年1月）

1997年
- 5月 TBS系「わいわいティータイム」に出演（〜9月）
- 10月
  - TBSラジオ「初田啓介のHAPPY SHOW」の火曜担当アシスタントとして出演（〜1998年3月）
  - TBS系「情報!もぎたてサラダ」に出演（〜1998年9月）

1998年
- 9月 ホリプロを退社
- 11月 TBS系「'98住友VISA（現三井住友VISA）太平洋マスターズ」のプロアマ大会のナレーション出演。

### セント・フォース移籍
（1999年〜2000年3月）
- 1999年
  - セント・フォースに移籍
  - TBS系「ジャスト」に出演（〜2003年）
  - TBS系「筋肉番付」にリポーター出演
  - 3月 TBS系「スポーツマンNo.1決定戦」にリポーター出演
  - 4月 TOKYO FM「エモーショナルビート」にアシスタントとしてレギュラー出演。TBSラジオ以外では初のラジオ出演となる（〜2000年3月）
    - オープニングの「TOYOTAヒッツ&メモリー」のコーナーアシスタントをつとめる（〜2000年1月）
    - 4月29日 TOKYO FMの祝日特番でアシスタントをつとめる
- 2000年
  - 2月 TOKYO FM「エモーショナルビート」番組全編アシスタントをつとめる

### 「スーパーニュース」リポーター
（2000年4月〜）
- 2000年4月 フジテレビ系「FNNスーパーニュース」に「スーパー特報」のリポーター出演（2008年、現在も出演中）
- 2002年
  - 8月7日 東京都（大田区）と神奈川県（川崎市中原区）の都県境の多摩川（東急東横線付近）でアゴヒゲアザラシが発見され、フジテレビ系のニュース番組で報じ、その発見の瞬間をリポートした。最初は同局でしか報道しなかったが、後から他のマスコミでも報じることに。その後アザラシの名前は"タマちゃん"と命名。以後同局のタマちゃん専属リポーターとして、レギュラーである「スーパーニュース」のほかに「FNNスピーク」などのニュース番組でもタマちゃんをリポートした。
  - 12月3日 2002年（第19回）新語・流行語大賞でタマちゃんが大賞に選ばれ、命名者として受賞された。フジテレビ系のスーパーニュースでも生中継され、受賞後キャスターの安藤優子に向かって「とっちゃいましたぁ」と会場から生で報告した。
- 2003年
  - 1月 TBSラジオ「ラ・ラ・ラ♪日ようび」にリポーターとして出演。
  - 11月 出産のため休業（〜2004年9月）
- 2004年
  - ？ 第一子出産
  - 9月 出産後初のリポーター復帰（以後全盛期時代のようにフル活躍）
- 2005年
  - 7月 毎日新聞の健康面に自身の育児体験インタビュー掲載。
- 2006年
  - 夏頃 チバテレビ「朝まるJUST」にリポーター出演
  - 11月 TBS系「2時っチャオ!」にリポーター出演（〜2009年3月）

## 出演実績

### 現在出演中の番組
- FNNスーパーニュース（フジテレビ系・2000年4月〜） 平日リポーター
  - 2000年4月〜2001年 耳より@ホームリポーター
  - 2001年〜現在 スーパー特報・スーパーリポートリポーター（主にグルメ系担当）
  - 2002年8月〜2003年10月 タマちゃんリポーター（多摩川〜帷子川出現までは同局系の他のニュース番組にも出演）
  - 2003年〜現在 文化芸能部リポーター

（出産のため、一時休業の時期あり）

### 過去の出演番組
太字はレギュラー出演

#### ラジオ
- シンデレラドリーム ミッドナイト☆パーティー（TBSラジオ・1993年10月〜1995年10月）
  - 1993年10月6日（正確には7日）〜12月29日（30日） 水曜深夜（木曜未明）メイン担当
  - 1994年1月5日（6日）〜3月2日（3日） 水曜深夜2部（25:00〜27:00・木曜午前1:00〜3:00）メイン担当
  - 1994年3月11日（12日）〜9月30日（10月1日） 金曜深夜（土曜未明）メイン担当
  - 1994年10月6日（7日）〜1995年3月30日（31日） 木曜深夜（金曜未明）メイン担当
  - 1994年11月24日（25日）〜1995年9月28日（29日） TV版!ミッドナイト☆パーティー（TBS） 司会兼任
  - 1995年4月6日（7日）〜10月5日（6日） 木曜深夜（金曜未明）TV版担当（ラジオのメインは蛭田有希子）
  - 1995年10月6日26:00〜27:00（7日午前2:00〜3:00） 最終回スペシャルメイン司会
  - ほか番組主催の定期イベントの司会
- 桂三枝のチキチキ王国（TBSラジオ・ABCラジオ、1994年10月〜1996年10月）
- ウィークエンド・ミッドナイト☆パーティー（TBSラジオ・1995年10月14日深夜（15日早朝）〜1996年4月6日深夜（7日早朝））
- 初田啓介のHAPPY SHOW（TBSラジオ・1997年10月7日〜1998年3月31日） 火曜担当アシスタント
- エモーショナルビート（TOKYO FM・1999年4月〜2000年3月） 月〜木レギュラー
  - 1999年4月1日〜2000年1月31日 「TOYOTAヒッツ&メモリー」コーナーアシスタント
  - 2000年2月1日〜3月30日 アシスタント
  - 1999年4月29日 祝日特別番組アシスタント
- ラ・ラ・ラ♪日ようび（TBSラジオ・2003年1月）

#### テレビ
- オレたちのオーレ!（毎日放送・TBS系、1993年12月）
- 銀BURA天国（テレビ東京系・1994年6月）
- TV版!ミッドナイト☆パーティー（TBS・1994年11月〜1995年9月） メイン司会
- ノストラの息子（フジテレビ系・1995年） メイン司会
- スーパースペシャル'95・夜のTOKYO駅伝（日本テレビ系・1995年10月28日）
- 王様のブランチ（TBS系・1996年4月〜6月） ブランチリポーター
- トゥナイト2（テレビ朝日系・1996年5月〜10月） リポーター
- Toki-kin急行 好きだよ!好きやねん（TBS系・1996年11月〜1997年1月） インタビュアー
- わいわいティータイム（TBS系・1997年5月〜9月） リポーター
- 情報!もぎたてサラダ（TBS・1997年10月〜1998年9月） リポーター
- '98住友VISA太平洋マスターズゴルフ プロアマ大会（TBS系・1998年11月14日） ナレーション
- ジャスト（TBS系・1999年〜2003年9月） リポーター
- 筋肉番付（TBS系・1999年） リポーター
- スポーツマンNo.1決定戦（TBS系・1999年3月26日） リポーター
- 朝まるJUST（チバテレビ・2006年） リポーター
- 2時っチャオ!（TBS系・2006年11月〜2009年3月） リポーター

#### 出演CM
- 千代田生命（現・AIGスター生命・1996年〜1997年）

## 放送以外の活動実績

### 掲載雑誌
- De-View（デ・ビュー、勁文社（現在はオリコン・エンタテインメントが発行）・1993年〜1994年）
- ラジオ番組表（三才ブックス・1993年〜1994年）
- ハラペーニョ（実業之日本社・1995年）
- アエラムック「ニュースのミューズたち」（朝日新聞出版・2007年）プロフィールのみ
- 文春ムック「原色美人キャスター大図鑑」（文藝春秋・2010年）プロフィールのみ

### 掲載新聞
- 毎日新聞（1994年4月・2005年7月）
  - 1994年4月15日 ミッドナイト☆パーティー番組宣伝広告を掲載（関東地方のみ）、またTBSラジオでは同社が同番組のスポンサーだった（福岡のRKBも同社系だが、他のネット局同様ノースポンサーであった）
  - 2005年7月23日 朝刊の健康面に自身の育児体験についてインタビュー
- サンケイスポーツ（2002年12月4日） 流行語大賞の記事で唯一彼女が写った写真を掲載

### ディスコグラフィー
- 桃郷シンデレラ（四元都華咲・蛭田有希子とのユニット“マヒマヒ”として、キングレコード・1994年7月21日）
  - 作詞・さいとう菜々子（斉藤美和子）/作曲・是沢淳子/編曲・重実徹
  - カップリングは古賀美智子の「パジャマでデイト」